# Próba Czermaka
Próba Czermaka – test stosowany w badaniu mowy przez logopedów, laryngologów i foniatrów służący do oceny sprawności zwarcia podniebienno-gardłowego.

## Przeprowadzanie testu
Przed nosem badanego ustawiamy nieogrzane lusterko prosząc o wymawianie samogłosek lub sylab zawierających spółgłoski wybuchowe i samogłoski (np. pa-pa, ta-ta, ba-ba). W przypadku występowania nosowania otwartego pojawia się zaparowanie lusterka przez parę wodną zawartą w powietrzu uciekającym przez nozdrza przednie.